# 拉什縣 (印第安納州)
拉什县（英語：Rush County）是美國印第安納州東部的一個縣。面積1,058平方公里。根據美國2000年人口普查，共有人口18,261人。縣治拉什維爾。
成立於1821年12月31日。縣名紀念《美國獨立宣言》簽署者之一本傑明·拉什。